# Anomala makondae
Anomala makondae är en skalbaggsart som beskrevs av Machatschke 1972. Anomala makondae ingår i släktet Anomala och familjen Rutelidae. Inga underarter finns listade i Catalogue of Life.